# Походы шаха Аббаса в Картли и Кахетию
Походы Аббаса I в Картли и Кахетию — серия походов Сефевидского государства под руководством шаха Аббаса против Картлийского и Кахетинского царств. Сопровождалась насильственным переселением жителей грузинских царств в центральные регионы Персии и усилением позиций кызылбашей на Кавказе.

## Предыстория
Аббас I пришёл к власти в 1587 году. Так как Персия не располагала достаточными средствами для борьбы с Османской империей, шах был вынужден смириться с условиями мирного соглашения. Он пытался выиграть время, чтобы провести реформы и подготовить государство к новому конфликту. В результате проведённых им реформ были развиты многие отрасли экономики, армия стала укомплектовываться за счёт проживавших в стране народов покорённых земель.
Укрепив свою власть, шах Аббас развязал войну с османами и вызвал к себе царей Картли и Кахетии — Георгия X и Александра II. Грузинские воины участвовали в осаде Ереванской крепости, за что цари получили жалование в 300 и 700 персидских туманов. Взамен шах потребовал часть территорий обоих государств, которые спустя время были заселены туркменами. Георгий X вернулся в Картли, а вместо оставшегося в Персии Александра Кахетинским царством стал руководить его наследник, Георгий. Через некоторое время шах позволил Александру покинуть Иран в сопровождении сына, Константина Мирзы. Константин был обязан при малейшем подозрении убить отца. Аббас приказал Александру напасть на Ширван и назначить правителем Константина. Тот не стал исполнять приказ, за что был убит кызылбашами со своим сыном Георгием. Мирза объявил себя главой государства, вторгся в Ширван и начал осаду Шемахи. В это время кахетинцы проникли в шатёр и попытались его казнить. Избежав смерти, он возглавил вооружённый отряд, с которым напал на Кахетию. На помощь кахетинцам пришёл картлийский правитель Георгий. В бою между грузинами и сторонниками Мирзы последние потерпели поражение, а Константин был убит.
Кахетинцы добивались провозглашения царём Теймураза, сына Кетеван. Шах согласился и позволил венчать Теймураза на царство. В 1606 году умер картлийский царь Георгий X, трон унаследовал его 14 летний сын Луарсаб II. В 1612 году был заключён мирный договор между османами и персами. После этого шах начал уделять больше внимания Грузии. Россия к этому времени уже могла оказать помощь кавказцам, поэтому шах желал решить вопрос аннексии грузинских земель как можно скорее.

## Походы
В 1614 году шах предпринял попытку покорения Грузии, в результате которой царства было разорены, правителем стал двоюродный брат Теймураза — Иса-хан, а Луарсаб II был вывезен в Иран. Агрессия Аббаса привела к масштабному восстанию в сентябре 1615 года. Мятежники попросили Теймураза I объединить Картли и Кахетию, после чего он вторгся в регион Шаки, жители которого приняли участие в восстании. Шах направил 15 тысяч солдат уничтожить восставших, но кахетинский царь, возглавивший шеститысячный отряд, разгромил персов. Восстание становилось опасным для Ирана. Поэтому весной 1616 года был предпринят новый поход против грузинских царств, который продлился год. В итоге восстание было подавлено.
Разорив Кахети, войска Азербайджанских кызылбашей вторглись в Картли, находившуюся под властью принявшего ислам Баграта. Поместья тавадов были разорены, а картлийские дворяне были призваны в сефевидскую армию. Поход имел крайне тяжёлые для региона последствия. По данным историка Искандера Мунши, 70 тысяч его жителей были убиты.
Походы в Восточную Грузию сопровождались масштабными депортациями местного населения за пределы царств. Действия Сефевидов привели к изменению демографического положения провинций. Так, переселяя сюда кызылбашей, шах высылал иудеев в Фаррохабад. Искандер Мунши сообщает о 100 тысяч переселённых в Иран, тысячи семей мусульман и иудеев вывозились на побережье Каспийского моря.